# 36 de ore
36 de ore (titlul original: în engleză 36 Hours) este un film de război american, realizat în 1964 de regizorul George Seaton, după romanul Beware of the Dog (1946) al scriitorului Roald Dahl, protagoniști fiind actorii James Garner, Eva Marie Saint și Rod Taylor. 

## Rezumat
La începutul lunii iunie 1944, maiorul Pike, un ofițer al armatei americane, care participa la planurile Zilei Z, a fost răpit de germani la Lisabona. Aceștia au montat o operațiune de manipulare, făcându-l pe Pike să creadă că este anul 1950, că războiul s-a terminat și a fost câștigat de Aliați, pentru a-l face să le dea planurile și data invaziei.

## Distribuție
- James Garner – maiorul Jefferson Pike
- Eva Marie Saint – Anna Hedler
- Rod Taylor – maiorul Walter Gerber
- Werner Peters – Otto Schack
- John Banner – Ernst Furzen
- Alan Napier – colonelul Peter MacLean
- Ed Gilbert – căpitanul Abbott
- Celia Lovsky – Elsa
- Russell Thorson – generalul Allison
- Oscar Beregi – lt. colonelul Karl Ostermann
- Sig Ruman – gardianul neamț
- Carl Held – caporalul Kenter
- Martin Kosleck – Kraatz
- Marjorie Bennett – Charwoman
- Hilda Plowright – un agent german
- Joseph Mell – Lemke